# Pino Calvi
Pino Calvi (Voghera, 12 gennaio 1930 – Palazzina di Castana, 4 gennaio 1989) è stato un pianista, direttore d'orchestra e compositore italiano di canzoni e colonne sonore per film e sceneggiati.
Prolifico compositore, ha scritto tra le tante Accarezzame, una delle canzoni più note della musica napoletana, interpretata da artisti come Roberto Murolo, Ornella Vanoni, Peppino di Capri, Achille Togliani, Teddy Reno, Fred Bongusto, Gigliola Cinquetti, Paolo Fresu.

## Biografia
Figlio d'arte, anche il padre era musicista, impara sin da bambino i rudimenti della musica e successivamente, ancora adolescente, entra a far parte dell'orchestra da ballo del padre. Dopo aver conseguito il diploma di Perito Agrario, si diploma da esterno al Conservatorio e in seguito si avvicina al jazz, suonando il pianoforte insieme a musicisti come il contrabbassista Giorgio Azzolini, il chitarrista Bruno De Filippi e il batterista Gilberto Cuppini.
Alla fine degli anni cinquanta diventa poi arrangiatore per la Columbia e La voce del padrone, realizzando molte incisioni di musica leggera per cantanti delle due etichette.
Nel 1957 partecipa con Un sogno di cristallo al festival di Sanremo: la canzone, con le parole scritte da Alberto Testa, viene presentata da Carla Boni e Jula de Palma; nel 1962 vi torna con L'ombrellone, cantata da Johnny Dorelli.
Al festival dirige l'orchestra anche nel 1963 (anno in cui è nuovamente in gara con Non sapevo, cantata da Milva e Gianni La Commare), nel 1964 e nel 1966
Nel 1968 realizza l'album Romantic n° 1, in cui ripropone con nuovi arrangiamenti alcuni celebri brani del periodo (come Sunny o Lara's theme, dalla colonna sonora del film Il dottor Živago) in cui lo accompagnano Azzolini al contrabbasso, De Filippi alla chitarra ed Enrico Cuomo alla batteria; è il primo di una serie di album incisi per varie etichette ma con lo stesso titolo e la numerazione progressiva.
Diventa celebre presso il grande pubblico nella seconda metà degli anni sessanta e settanta grazie alla sua partecipazione ad alcune trasmissioni della Rai, soprattutto nella storica Senza rete, andata in onda dagli studi di Napoli, dove era direttore d'orchestra garbato e affabile e a due storiche edizioni di Domenica in presentate da Corrado nel 1978 e nel 1979; partecipò anche a Io e la Befana con Raimondo Vianello e Sandra Mondaini, trasmissione abbinata alla Lotteria Italia, dove lanciò la sigla finale da lui eseguita al pianoforte "Alexandra", dedicata alla Mondaini; per l'attrice scrisse anche, su testo di Alberto Testa, la canzone "Sbirulino", nome di uno dei personaggi interpretati dalla Mondaini più amati dal pubblico. Tornò poi con Corrado a dirigere l'orchestra del programma Gran Canal.
Tra i suoi maggiori successi, oltre ad Accarezzame, Montecarlo (con testo di Leo Chiosso) brano swingante cantato da Johnny Dorelli che fa parte della colonna sonora del film Crimen (1960) di Mario Camerini (nel cast: Alberto Sordi, Vittorio Gassman, Nino Manfredi, Franca Valeri, Silvana Mangano).
Ha composto le colonne sonore per numerosi sceneggiati della Rai tra cui il Tenente Sheridan (1971), Ubu Roi (1971), Joe Petrosino (1972), Malombra (1974), L'Olandese scomparso (1974), Diagnosi (1975), Dimenticare Lisa (1976).
Morì di malattia nel 1989.

## Discografia parziale

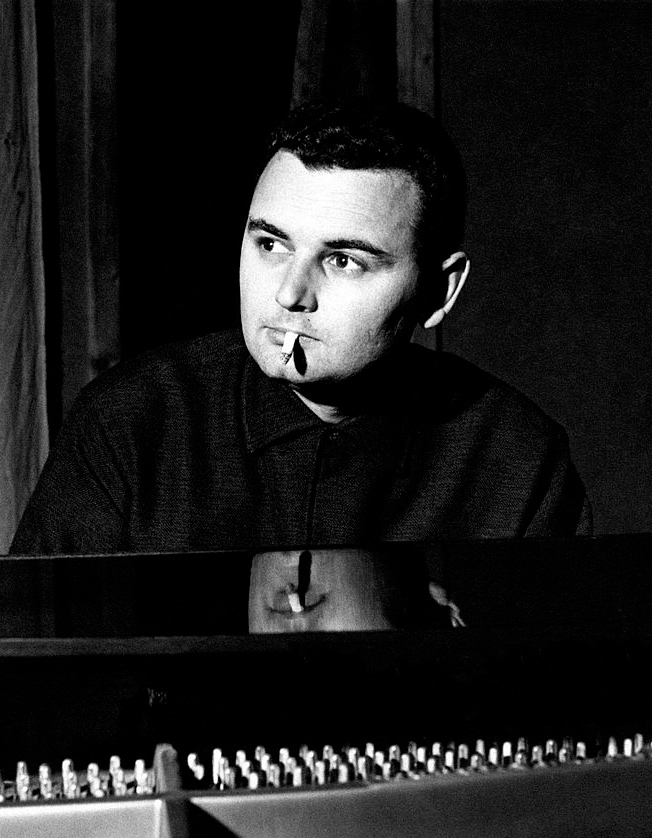
Pino Calvi nel 1959

### 33 giri
- 1961: Motivi Sanremo '61 (Columbia, QPX 8013)
- 1962: Pianoforte con orchestra d'archi (Columbia, QPX 8020)
- 1962: Tutto Sanremo 1962 (Columbia, QPX 8022)
- 1964: Motivi da films (Columbia, QPX 8066)
- 1966: Romantic (Interrecord, LP 279)
- 1968: Romantic n° 1 (Carosello, PLP 320)
- 1973: Romantic n° 3 (Ri-Fi, RDZ-ST 14227)
- 1974: Romantic n° 4 (Ri-Fi, RDZ-ST 14236)
- 1976: Romantic n° 6 (Ri-Fi, RDZ-ST 14261)
- 1976: Romantic V. 7 (Ri-Fi, RDZ-ST 14270)
- 1978: Romantic n° 10 (Ri-Fi, RDZ-ST 14299)
- 1980: Dedicato a Codevilla (Compagnia Generale del Disco, 20214)
- 1980: Romantic n° 15 (Compagnia Generale del Disco, 20286)
- 1982: Il pianoforte e l'orchestra (RCA Italiana - Serie Lineatre, ZNLKR 33327)
- 1983: Un pianoforte nella sera (RCA Italiana - Serie Lineatre, ZNLKR 33339)

### EP
- 1954: Pianoforte e ritmi (Columbia, 7E MQ 125)
- 1960: Tunisi Top Secret - Colonna sonora originale (La Voce del Padrone, 7E MQ 125)

### 45 giri
- 1961: The exodus song/Gli spostati (Columbia, SCMQ 1457)
- 1962: Tonight/Maria (Columbia, SCMQ 1606)
- 1963: L'enigma delle due sorelle/Claudia (London, HL 9773)
- 1963: Lawrence d'Arabia/Days of wine and roses (Columbia, SCMQ 1699)
- 1964: Canzone d'amore/Juliette (Columbia, SCMQ 1762)
- 1973: Il terzo uomo/Love theme "Happy" (Ri-Fi, RFN NP 16545)
- 1973: Senza rete (programma televisivo)/Mu (Ri-Fi, RFN NP 16548)
- 1973: L'uomo di Pechino/Free as the wind (Ri-Fi, RFN NP 16553)
- 1974: Una vita/Mysterious (CBS, 2789)
- 1974: Marina/Edith (Fonit Cetra, IS 20139)
- 1976: Dimenticare Lisa/Racconto (CGD, 4724)
- 1978: Don't cry for me argentina/As time goes by (Ri-Fi, RFN NP 16743)
- 1978: Alexandra/Lover's concerto (CGD, 10116)
- 1979: Enigma/Claudia (CGD, 10239)
- 1980: Concerto per un amore lontano/Tip tap walking (CGD, 10408)
- 1983: Incontrarsi e dirsi addio/Tip tap walking (CGD, 10446)

## Le principali canzoni scritte da Pino Calvi
| Anno        | Titolo                              | Autori del testo                                              | Autori della musica | Interpreti                        |
| ----------- | ----------------------------------- | ------------------------------------------------------------- | ------------------- | --------------------------------- |
| 1956        | Accarezzame                         | Nisa                                                          | Pino Calvi          | Teddy Reno                        |
| 1957        | Un sogno di cristallo               | Alberto Testa                                                 | Pino Calvi          | Carla Boni e Jula de Palma        |
| 1959 e 2005 | My wonderful bambina                | Giorgio Calabrese                                             | Pino Calvi          | Nicola Arigliano                  |
| 1961        | Montecarlo                          | Leo Chiosso                                                   | Pino Calvi          | Johnny Dorelli                    |
| 1962        | L'ombrellone                        | Leo Chiosso                                                   | Pino Calvi          | Johnny Dorelli e Gloria Christian |
| 1962        | Señora                              | Vito Pallavicini                                              | Pino Calvi          | Johnny Dorelli                    |
| 1963        | Non sapevo                          | Bruno Pallesi                                                 | Pino Calvi          | Milva e Gianni La Commare         |
| 1964        | Non Dirmi Buonasera                 | Vito Pallavicini                                              | Pino Calvi          | Johnny Dorelli                    |
| 1964        | L'Appuntamento (Sigla Johnny 7)     | Guido Castaldo, Maurizio Jurgens, Francesco Luzi, Eros Macchi | Pino Calvi          | Johnny Dorelli                    |
| 1964        | L'Amore Viene E Va (Sigla Johnny 7) | Guido Castaldo, Maurizio Jurgens, Francesco Luzi, Eros Macchi | Pino Calvi          | Johnny Dorelli                    |
| 1964        | Tutte Meno Una (Sigla Johnny 7)     | Guido Castaldo, Maurizio Jurgens, Francesco Luzi, Eros Macchi | Pino Calvi          | Gigliola Cinquetti                |
| 1964        | Canzone d'amore                     | Leo Chiosso                                                   | Pino Calvi          | Renata Mauro                      |
| 1965        | La Settimana Corta (Sigla Johnny 7) | Guido Castaldo, Maurizio Jurgens, Francesco Luzi, Eros Macchi | Pino Calvi          | Johnny Dorelli                    |
| 1965        | Buonanotte (Sigla Johnny 7)         | Guido Castaldo, Maurizio Jurgens, Francesco Luzi, Eros Macchi | Pino Calvi          | Johnny Dorelli                    |
| 1968        | Finisce qui                         | Giorgio Calabrese                                             | Pino Calvi          | Ornella Vanoni                    |
| 1969        | A questo punto                      | Giorgio Calabrese                                             | Pino Calvi          | Betty Curtis                      |
| 1969        | La mela                             | Vito Pallavicini                                              | Pino Calvi          | Gitte                             |
| 1970        | Ciao, devo andare                   | Giorgio Calabrese                                             | Pino Calvi          | Annamaria Baratta e Bruna Lelli   |
| 1971        | Amsterdam                           | Daniele Pace e Mario Panzeri                                  | Pino Calvi          | Rosanna Fratello e Nino Ferrer    |
| 1975        | E la notte è qui (Sigla Totanbot)   | Carla Vistarini, Enrico Vaime, Italo Terzoli                  | Pino Calvi          | Iva Zanicchi                      |

## Colonne sonore
- Malombra - regia di Raffaele Meloni - 1974
- L'olandese scomparso (sceneggiato TV) regia di Alberto Negrin - (1974)
- L'enigma delle due sorelle (miniserie televisiva) - regia di Mario Foglietti - 1980